# Abrupt demise
Abrupt Demise is een Nederlandse deathmetalband, afkomstig uit het Overijsselse Steenwijk.

## Biografie
De band werd in 2010 opgericht door de ex-leden van Necronomical Crucifixion.
In oktober 2011 speelde Abrupt Demise hun eerste optreden in het voorprogramma van Vomitory, Prostitute Disfigurement, Sinster en een aantal andere bands. Vervolgens speelde Abrupt Demise op verschillende festivals en ze toerden ook mee als voorprogramma van de Braziliaanse band Unearthly en speelde in diverse zalen waaronder The Cave in Amsterdam.
Met hun eerste CD “Aborted From Life” (2013) heeft Abrupt Demise media-aandacht en een radio-dekking gehad die zich uitstrekt van Nederland naar Polen en Canada.
In 2016 & 2017 waren er enkele wisselingen in de band. Nieuwe nummers en optredens in Malta, Leeds & Cardiff stonden op het programma. Eveneens is het eerste album onderweg die verwacht wordt in het voorjaar van 2020.
2019 startte met een vijfdaagse tour in Spanje en ook death feast open air en Kaltenbach open air stonden op het programma. In 2019 waren er zeven optredens die ze in de Verenigde Staten speelden, in De Rainbow Bar & Grill en de Whisky a Go Go in Los Angeles. Vlak na de opnames van het album “The Pleasure To Kill And Grind” besloot Peter Hagen zich op andere zaken te richten. Een vervanger werd gevonden in de persoon van Ardy De Jong. Het jaar werd afgesloten met de “Cannibal” video, eerste nummer van het nieuwe album.

## Discografie
- 2013 - Aborted from Life (EP)
- 2020 - The Pleasure To Kill And Grind

## Bandleden

### Huidige bandleden
- Ardy De Jong - gitaar
- Marc Ouwendijk - gitaar
- Rene Brugmans - zang
- Jos Ferwerda - basgitaar & zang
- Herman Uiterwijk - drums

### Voormalige bandleden
- Peter van Buiten - zang
- Fokke Hofstra - basgitaar & zang
- Erwin Nijsing - gitaar
- Erwin Greven - gitaar
- Patrick Brandsma - gitaar
- Peter Hagen - gitaar